# 太陽がイッパイいっぱい
『太陽がイッパイいっぱい』（たいようがいっぱいいっぱい）は、三羽省吾のデビュー小説。2002年11月新潮社刊。第8回小説新潮長編新人賞受賞作で、受賞時のペンネームは入馬兵庫、タイトルは『ハナづらにキツいのを一発』。第5回酒飲み書店員大賞受賞作。
主人公イズミがふとしたきっかけからはじめた解体現場のバイト先に、人生のリアリティを見出す。巨漢マッチョ坊主のカンや、左官職人崩れで女性に対し赤面症の美青年クドウ、リストラサラリーマンのハカセなどと働く「マルショウ解体」の財政は逼迫し、深刻な問題が・・・。過酷な状況における人間の力強さをユーモラスに描いた作品。

## 登場人物
イズミ
主人公の大学生。彼女が海外旅行に行きたいと言い出したことで貰いの良い日雇いの現場仕事を始めたところを、マルショウ解体のマルヤマ親方に引き抜かれて構成員となる。
カン
巨漢マッチョ坊主。一時期ミナミあたりの中堅事務所でホテトル嬢の送り迎えやノミ屋の電話番をしていたが仕事で失敗をして厄介払いされ、マルショウ解体に落ち着く。
クドウ
左官職人を父に持ち、自らもゆくゆくは同じ道を歩もうとしていたのだが、現場で意気投合したマルショウ解体メンバーに誘われるままに構成員となる。
イワタ
「ミスターマルショウ」とも呼ばれたことがあり、マルショウ解体のメンバーで構成する草野球チーム「マルショウスパイダース」と野球をこよなく愛している。
ムラコシ
中学を卒業したばかりの16歳。
ハカセ（イノウエ）
会社から左遷を言い渡され、働いていた先の現場でマルショウ解体に入る。
ミヤタ
マルショウ解体の実質的ナンバー2。
コウ
留学生崩れの外国人。
ハル
小柄でアル中。
マルヤマ親方
解体屋「マルショウ解体」の親方。面倒見が良い。
ヨゴレ
大和田の立ち飲み屋の近くに住み着いている痩せ犬。マルショウメンバーの食べ残しやおこぼれをもらうためにうろついている。
メロンちゃん
千林の大衆食堂「のがみ」の看板娘。
ミヤコちゃん
メロンちゃんの友達。
キョンキョン
クドウの彼女。
シノブ
ハカセの息子。
ツボイ
宝塚の仕事場の現場監督。ゼネコンの社員。